# IC 2973
IC 2973 је спирална галаксија у сазвјежђу Велики медвјед која се налази на листи објеката дубоког неба у Индекс каталогу.
Деклинација објекта је + 33° 21' 57" а ректасцензија 11h 53m 50,7s. Привидна величина (магнитуда) објекта IC 2973 износи 13,7 а фотографска магнитуда 14,4. IC 2973 је још познат и под ознакама UGC 6872, MCG 6-26-52, CGCG 186-65, KUG 1151+336, PGC 37308.